# Whitefield (Maine)
Whitefield – miasto w Stanach Zjednoczonych, w stanie Maine, w hrabstwie Lincoln.